# Суражский (деревня)
Суражский (баш. Сураш) — деревня в Иглинском районе Республики Башкортостан Российской Федерации. Входит в состав Майского сельсовета. 

## География

### Географическое положение
Расстояние до:
- районного центра (Иглино): 47 км,
- центра сельсовета (Майский): 12 км,
- ближайшей ж/д станции (Улу-Теляк): 12 км.

## Население
| 2002 | 2009 | 2010 |
| ---- | ---- | ---- |
| 0    | →0   | →0   |